# Besao
Besao è una municipalità di quinta classe delle Filippine, situata nella provincia di Mountain, nella Regione Amministrativa Cordillera.
Besao è formata da 14 barangay:
- Agawa
- Ambaguio
- Banguitan
- Besao East (Besao Proper)
- Besao West
- Catengan
- Gueday
- Kin-iway (Pob.)
- Lacmaan
- Laylaya
- Padangan
- Payeo
- Suquib
- Tamboan